# 三和澱粉工業
三和澱粉工業株式会社（さんわでんぷんこうぎょう、英文名称SANWA CORNSTARCH CO.,LTD. ）は、奈良県橿原市雲梯町に本拠を置き、コーンスターチや異性化糖などの澱粉・糖化製品の製造販売を行う企業。

## 主な製品
- コーンスターチ
- 食品加工用澱粉
  - 麺用澱粉
  - 揚げ物用澱粉
  - 燻製用澱粉
  - 増粘剤
  - 食感改良材
- 工業用澱粉
  - 製紙用
  - 段ボール接着用
  - 鋳造用
- 糖化製品
  - マルトース
  - コーンシュガー
  - 酵素糖化水飴

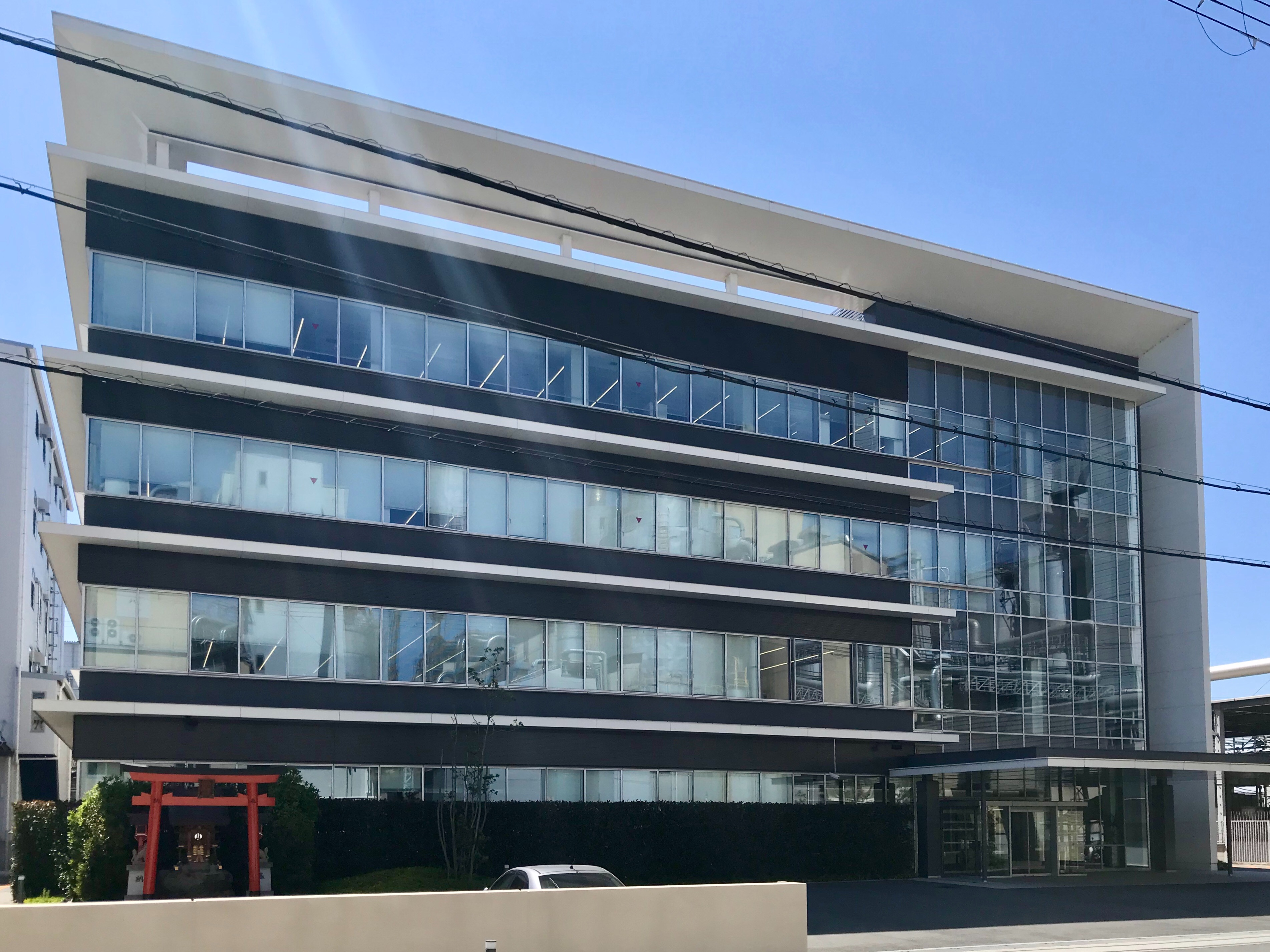
本社

- アラビノ（L-アラビノースを主成分としたダイエット甘味料）

## 沿革
- 1948年10月 - 三和澱粉工業合資会社設立、甘藷澱粉の製造販売を開始。
- 1952年10月 - 甘藷澱粉に代わり、小麦澱粉の製造販売を始める。
- 1960年4月 - 株式会社に改組、コーンスターチの製造販売を開始。
- 1975年6月 - 異性化糖の製造販売を開始。
- 2002年8月 - 日本食品化工、参松工業との業務提携を締結。
- 2006年10月 - ガスタービンコージェネレーションシステム稼動開始により、売電事業に参入。
- 2008年11月 - 100%出資の子会社「上越スターチ」を設立。事故米不正転売事件により廃業を発表した島田化学工業（新潟県長岡市）の従業員・生産設備・製造特許を引き継ぎ、同年12月より製造を開始した[2][3]。新会社では、事故米穀は取り扱わないとしている。